# Mosze Markuze
Mosze Markuze (1743 -?) - żydowski lekarz i autor traktatu medycznego pt. Sejfer refues hanikre Ezer Yisroel opisującego podstawowe zagadnienia z dziedziny higieny i medycyny.

## Życiorys
Mosze Markuze urodził się w 1743 roku w Słonimiu (na terenie dzisiejszej Białorusi). Uzyskał solidną edukację talmudyczną. W latach 1766–1768 studiował medycynę na uniwersytecie w Królewcu. Po studiach wyjechał do Holandii, następnie do Anglii. Do Europy Wschodniej powrócił w 1774 roku. Rozpoczął pracę jako lekarz w posiadłości rodziny Lubomirskich w miejscowości Kopyś niedaleko Szkłowa (w 1772 roku terytorium to zostało włączone do Rosji). Następnie pracował jako medyk w kilku gminach żydowskich m.in. w Turyjsku na Wołyniu. Prawdopodobnie pełnił także funkcję lekarza króla Stanisława Augusta Poniatowskiego, a ponadto niektórych członków Komisji Skarbca Koronnego. Zasłynął jako autor dzieła pt. Sejfer refues hanikre Ezer Yisroel.

## Sejfer refues hanikre Ezer Yisroel
Mosze Markuze jest autorem traktatu medycznego napisanego w języku jidysz pt.Sejfer refues hanikre Ezer Yisroel. Został on opublikowany w 1790 roku.  Była to adaptacja niemieckiego tłumaczenia książki francuskiego lekarza  Simona-André Tissota pt. Avis au peuple sur sa santé.
Mosze Markuze chciał, aby jego dzieło było łatwe w odbiorze dla niewykształconych Żydów zamieszkujących Europę Wschodnią. Dlatego dostosował się do potrzeb odbiorców i spisał swoją książkę w potocznej wersji języka jidysz używanej na tym obszarze. Celem autora było poszerzenie zakresu wiedzy społeczeństwa z zakresu medycyny i higieny. Mosze Markuze liczył na poprawę fizycznej kondycji kalek oraz pragnął zapobiec przedwczesnej umieralności.
Sejfer refues hanikre Ezer Yisroel przedstawia negatywny obraz znachorów, uzdrowicieli i wszystkich tych, którzy zajmowali się leczeniem nie posiadając uprawnień lekarza. Mosze Markuze potępia ich, a nawet porównuje do morderców. Według autora brakowało im podstawowej wiedzy, gdyż często wyrządzali szkody, a nawet przyczyniali się do śmierci zamiast pomagać w odzyskaniu zdrowia. Mosze Markuze przyznaje, iż widział niejednokrotnie jak w wyniku niekompetencji akuszerek umierały matki i dzieci.
Oprócz wiedzy medycznej, traktat zawiera wiele przemyśleń autora na temat unowocześnienia ówczesnego społeczeństwa. Mosze Markuze zachęcał Żydów do agraryzacji. Oprócz tego, postulował zmiany m.in. w systemie edukacji. Krytykował niski poziom nauczania w chederach. Idee zawarte w dziele zgodne są z programem haskalistycznym, mimo to brakuje jednoznacznych dowodów, by stwierdzić, że Mosze Markuze popierał Haskalę.
Współcześnie za główne walory dzieła uznaje się przede wszystkim kolokwialny język oraz zapis zwyczajów żydowskich kultywowanych w XVIII-wiecznej Polsce.